# SNCASO SO-4050 Vautour
Il SNCASO SO-4050 Vautour (in francese avvoltoio) era un cacciabombardiere a reazione biturbogetto, mono/biposto ad ala a freccia, prodotto dal consorzio francese Société nationale des constructions aéronautiques du sud-ouest (SNCASO) negli anni cinquanta.

## Storia del progetto
Il Vautour nacque a seguito di un programma ministeriale emesso nel giugno del 1951 dallo stato maggiore dell'Armée de l'air francese per un aereo multiruolo capace di ricoprire, con minime modifiche alla cellula, ruoli diversi quali la caccia notturna e ognitempo con radar, l'appoggio tattico, il bombardamento d'alta quota e la ricognizione. Come bombardiere, il Vautour avrebbe preso il posto del suo predecessore, il bireattore SO-4000, il cui sviluppo era stato annullato poco dopo il primo volo del prototipo, avvenuto nel marzo del 1951.
Al momento della sua concezione il Vautour era certamente un aereo d'avanguardia, sia per l'apparato motore, costituito da due dei nuovi reattori Snecma Atar 101, sia per la cellula, caratterizzata da ali e impennaggi a forte freccia e dal carrello principale monotraccia a due gambe biruota con ruotini equilibratori che, secondo le intenzioni del progettista, l'ingegner Jean-Charles Parot, ne avrebbero consentito l'impiego anche da terreni semipreparati e da piste in terra battuta. In realtà, i motori si dimostrarono abbastanza affidabili su questi tipi di pista, ma di potenza piuttosto limitata rispetto alla mole dell'aereo su tutte le altre, tanto che venne presa in esame la possibilità di impiegare motori inglesi, i Rolls-Royce Avon RA 28 Mk.21, la cui installazione fu sperimentata favorevolmente sugli esemplari di pre-serie 05 e 09.
Scartata la versione da ricognizione, la SNCASO procedette alla definizione di tre versioni principali, il biposto in tandem tipo N da caccia notturna, equipaggiato con il radar statunitense SCR 720B, sostituito in seguito dal suo derivato francese CSF, il monoposto tipo A da attacco al suolo e il biposto tipo B da bombardamento in quota caratterizzato dal muso vetrato. I tipi A ed N avevano in comune l'armamento di lancio, costituito da 4 cannoni DEFA da 30 mm, alloggiati a coppie nel muso, mentre la A e la B potevano disporre dello stesso armamento di caduta, contenuto in parte nella stiva centrale e in parte appeso ai quattro travetti subalari, per un totale massimo di 4000 kg. In tutte e tre le versioni, nella stiva bombe potevano essere installati due serbatoi supplementari che aumentavano l'autonomia, anche se a scapito del carico bellico.
Dato che il carrello monotraccia prescelto costituiva per l'industria francese un'incognita, la SNCASO lo sperimentò su un bimotore SO-90.
Venne così pianificata la costruzione di tre prototipi:
- S.O. 4050-01, versione caccia ognitempo biposto, equipaggiato con una coppia di motori turbogetto Atar 101B da 23,5 kN. Primo volo il 16 ottobre 1952. Un esemplare realizzato.
- S.O. 4050-02, versione da attacco al suolo monoposto, equipaggiato con una coppia di motori turbogetto Atar 101D da 27,6 kN. Primo volo il 16 dicembre 1953. Un esemplare realizzato.
- S.O. 4050-03, versione bombardiere tattico biposto, equipaggiato con una coppia di motori turbogetto Armstrong Siddeley Sapphire. Primo volo il 5 dicembre 1954. Un esemplare realizzato.

Il primo prototipo 01 venne realizzato abbastanza rapidamente, tanto che poté compiere il suo primo volo a Melun Villaroche il 16 ottobre 1952 propulso da due Atar 101B. Anche se si trattava di un N differiva sensibilmente da quelli che sarebbero stati gli N di serie. Come gli altri due prototipi era disarmato ed era stato trasferito ancora smontato dallo stabilimento di Courbevoie, dove era stato costruito, a Villaroche.
I primi voli dimostrarono che era necessario apportare alcune modifiche. Il parabrezza ricurvo, per quanto aerodinamicamente efficiente, distorceva le immagini e fu ben presto sostituito con uno piatto che migliorava sensibilmente la visibilità. Venne poi montata una lunga carenatura dorsale che univa aerodinamicamente la cappottina biposto alla deriva verticale. Il parafreno venne riposizionato, i motori Atar 101B, che si erano dimostrati di potenza troppo scarsa, vennero sostituiti prima con i 101C e poi con i 101D. Fu con questi motori che il prototipo riuscì a superare la barriera del suono in picchiata nel giugno del 1953. Il secondo prototipo un Vautour A, volò il 16 dicembre 1953 con gli Atar 101C. Il terzo prototipo, un B, equipaggiato da due più potenti Armstrong Siddeley Sapphire, effettuò il primo volo il 5 dicembre 1954. Esso era già equipaggiato con il piano orizzontale di tipo "monoblocco", che migliorava notevolmente la manovrabilità.
I tempi di sviluppo si andavano notevolmente allungando. I tre prototipi furono seguiti da sei esemplari di pre-serie, numerati da 04 a 09. Lo 04 era un B, gli 05 e 07 degli A e gli altri tre degli N.
La produzione totale si attestò a 149 esemplari, così suddivisi:
- Prototipi: 3
- Preproduzione: 6
- II A: 30 (13 per la Francia, 17 per Israele)
- II B: 40 (36 per la Francia, 4 per Israele)
- II N: 70 (63 per la Francia, 7 per Israele)

## Impiego operativo

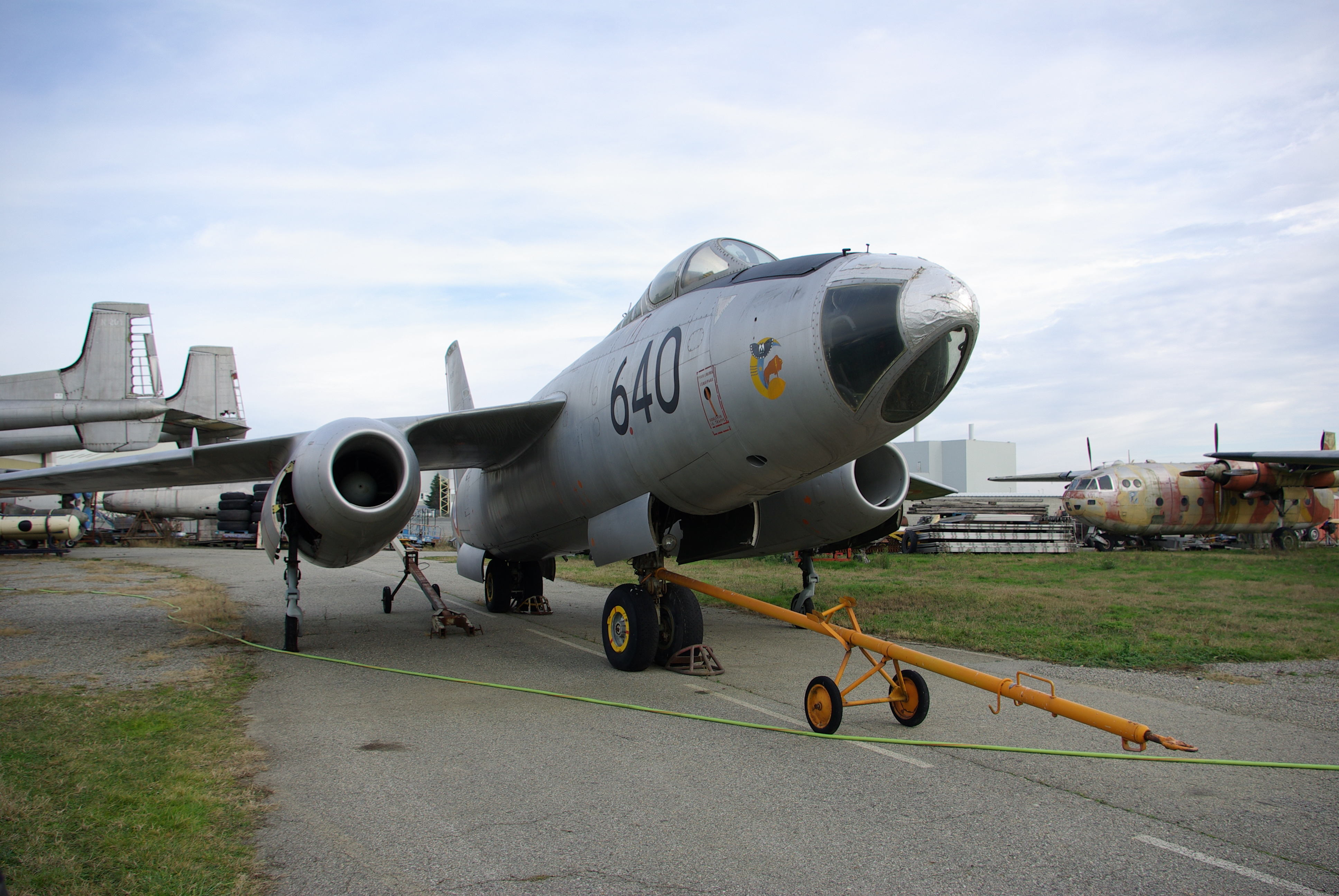
Il muso vetrato del Vautour IIB, visto di tre quarti anteriore.

I programmi iniziali, resi noti nel 1953, riguardavano una produzione in serie abbastanza importante, circa 300 esemplari delle tre versioni. Della versione N sarebbero dovuti essere costruiti 70 esemplari, totale ben presto portato a 140, mentre del tipo B furono ordinati 60 esemplari. Tutti gli altri avrebbero dovuto essere del tipo A.
A seguito della crisi economica causata dalle ingenti spese sostenute per combattere la guerriglia in Algeria, il programma fu sottoposto a pesanti tagli, anche perché, nel corso degli anni in cui si protrasse lo sviluppo della macchina, le necessità operative erano sensibilmente mutate e la macchina in sé stessa era decisamente invecchiata precocemente. Per queste ragioni, nel 1958, venne presa la decisione di limitare la produzione a soli 160 esemplari: 30 A, 70 N e 60 B. In pratica si rinunciò al tipo A, di cui vennero messi in linea solo 13 esemplari, essendo stati rivenduti ad Israele gli altri 17.
In Israele prestarono servizio fin dopo la guerra del 1973, assieme a 4 biposto da bombardamento e a 6 esemplari da caccia notturna. La produzione totale fu di 149 esemplari più i prototipi. Israele ottenne poi, nel 1967, altri due monoposto tipo A, che furono portati a destinazione in volo anche se erano in condizioni tali da dover essere riparati. Gli ultimi esemplari raggiunsero l'Armée de l'Air nel 1959.
I tipo B avevano ordinariamente gli Atar 101 E-3, mentre gli N montavano i più potenti E-5. Gli esemplari di serie furono rinominati Vautour II per distinguerli da quelli di pre-serie, da cui differivano per un'ala di nuovo tipo. Nel 1958 due esemplari B di pre-serie furono modificati in Vautour BR (bombardamento con radar, da non confondersi con i Vautour II BR da bombardamento e ricognizione). Questi due aerei alloggiavano nel muso, oltre a un radar da bombardamento, anche il suo operatore. Questi esemplari sperimentali furono provati in volo a Cognac, ma la versione non ebbe seguito. A bordo di altri tipi B vennero sperimentate le prime tecniche di contromisure elettroniche contenute in pod appesi sotto le ali.
Gli A vennero impiegati per le prime esperienze di rifornimento in volo, mediante una sonda installata nel muso al posto di quella anemometrica. Le prime prove vennero effettuate con un English Electric Canberra. Poi un Vautour fu equipaggiato con un complesso che lo trasformava in cisterna volante e furono portate a termine varie prove di aggancio senza trasferimento di combustibile.
L'Armée de l'air ricevette il suo primo Vautour nel marzo 1955, ma gli esemplari di serie, costruiti nello stabilimento di Saint-Nazaire, cominciarono a giungere solo a partire dall'estate dell'anno successivo. Questi aerei andarono ad equipaggiare la 3/30 "Lorraine" dislocata a Tours che divenne operativa nel giugno del 1957. Si trattava di Vautour IIN che rimpiazzarono gli ormai obsoleti Meteor NF11. Seguirono l'1/30 "Loire" e il 2/6 "Normandie-Niémen" dislocato ad Orano. Due esemplari furono ceduti al CEV (Centre d'Essais en Vol, centro di prove in volo) dove furono impiegati come aerei banco-prova per i radome e le apparecchiature radar. Altri Vautour furono impiegati da un'unità specializzata nella campionatura di gas dopo le esplosioni nucleari sperimentali prima a Reggane e poi ad Hao nel Pacifico, non lontano da Mururoa. I pochi Vautour IIA equipaggiarono il CIB 328, un'unità di addestramento al bombardamento. I Vautour IIB equipaggiarono l'1/92 "Bourgogne" e il 2/92 "Aquitaine".
Tutti i Vautour furono radiati entro il febbraio del 1979.

## Varianti

### Prototipi
S.O. 4050-01
prototipo, versione caccia ognitempo biposto, equipaggiato con una coppia di motori turbogetto Atar 101B da 23,5 kN. Primo volo il 16 ottobre 1952. Un esemplare realizzato.
S.O. 4050-02
prototipo, versione da attacco al suolo monoposto, equipaggiato con una coppia di motori turbogetto Atar 101D da 27,6 kN. Primo volo il 16 dicembre 1953. Un esemplare realizzato.
S.O. 4050-03
prototipo, versione bombardiere tattico biposto, equipaggiato con una coppia di motori turbogetto Armstrong Siddeley Sapphire. Primo volo il 5 dicembre 1954. Un esemplare realizzato.

### Produzione

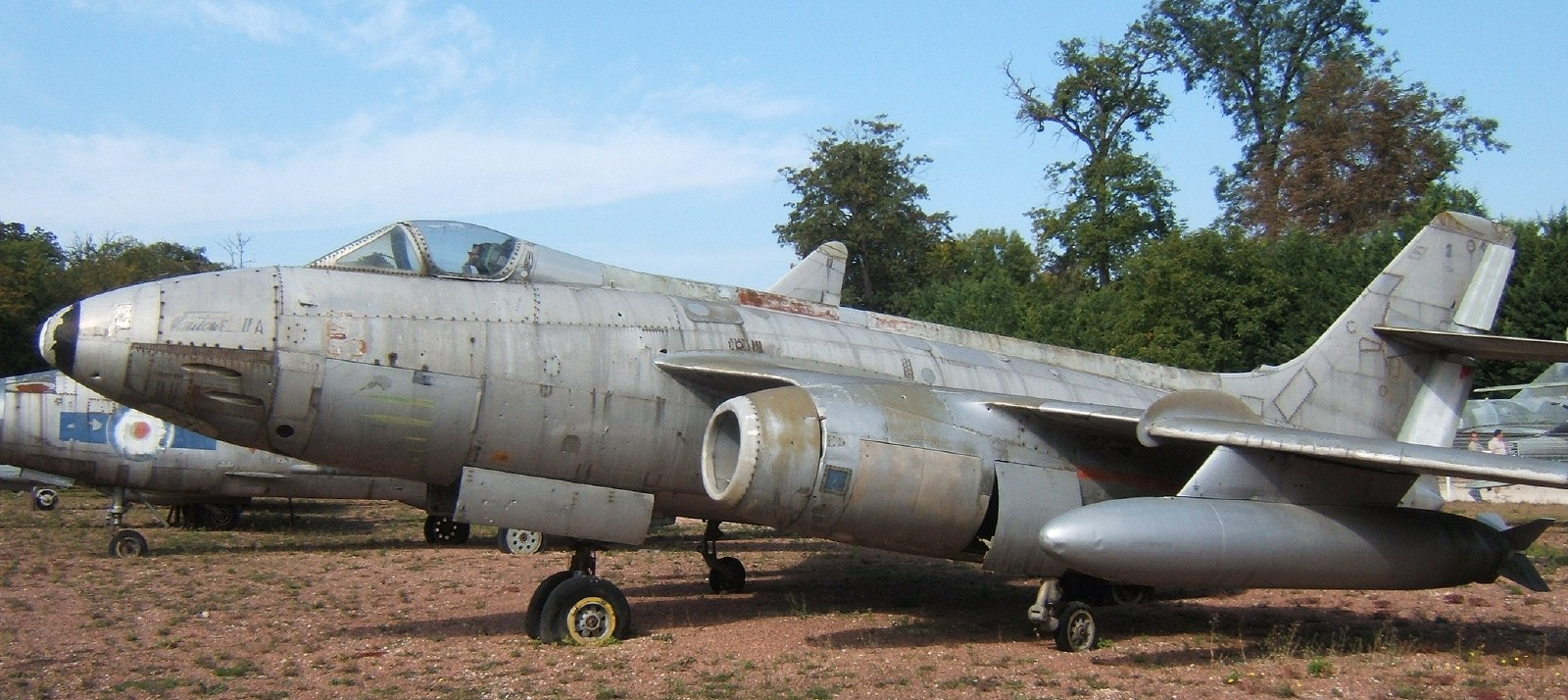
Vautour II A

Il Vautour venne prodotto in tre varianti principali, che condividevano il 90% dei loro componenti:
II A
versione da attacco al suolo monoposto a lungo raggio, armati con cannoni e bombe (caricate internamente o su quattro piloni subalari)
II N
versione caccia intercettore ognitempo biposto, equipaggiata con radar DRAC-25AI o DRAC-32AI posizionati nel naso, con abitacolo a due sedili in tandem, armato con cannoni missili aria-aria e (teoricamente) razzi non guidati. La designazione venne in seguito cambiata in II-1N.
II B
versione bombardiere tattico biposto, caratterizzata dal naso vetrato della postazione del puntatore/osservatore in sostituzione del gruppo cannoni, in grado di trasportare carico bellico internamente o su piloni esterni.
Alcuni velivoli sono stati convertiti in vari ruoli specializzati, principalmente ricognitori (IIBR e IIBN), ECM ed infine traino bersagli (IIB-TT).

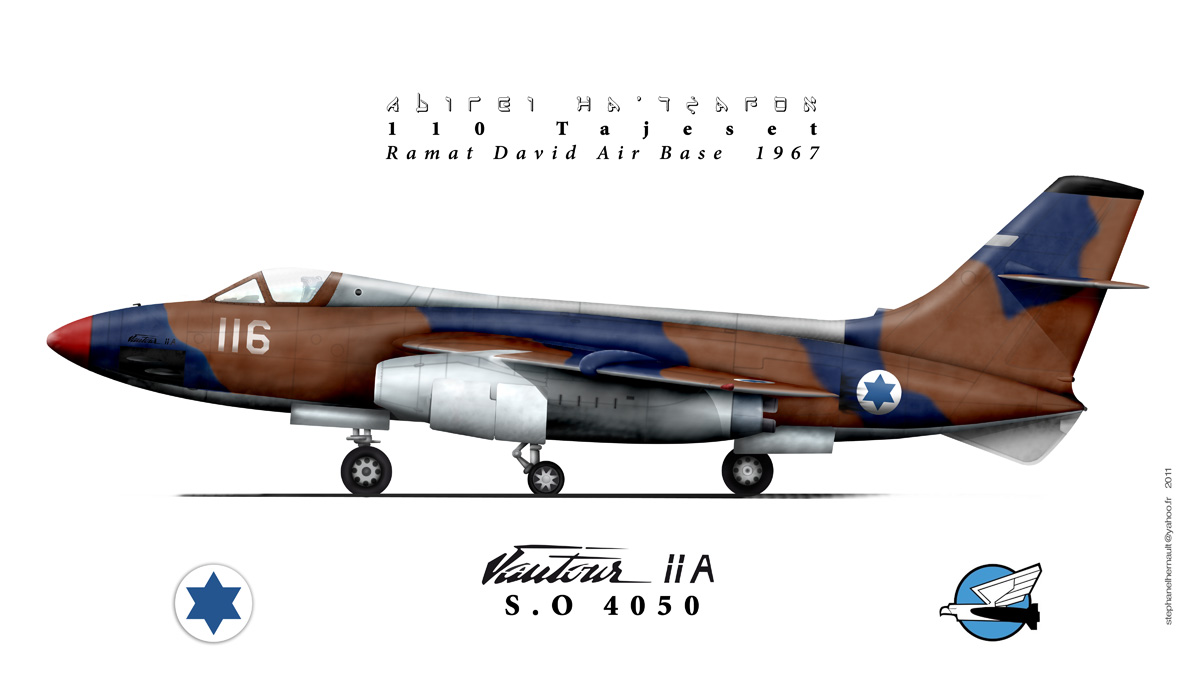
Vautour A
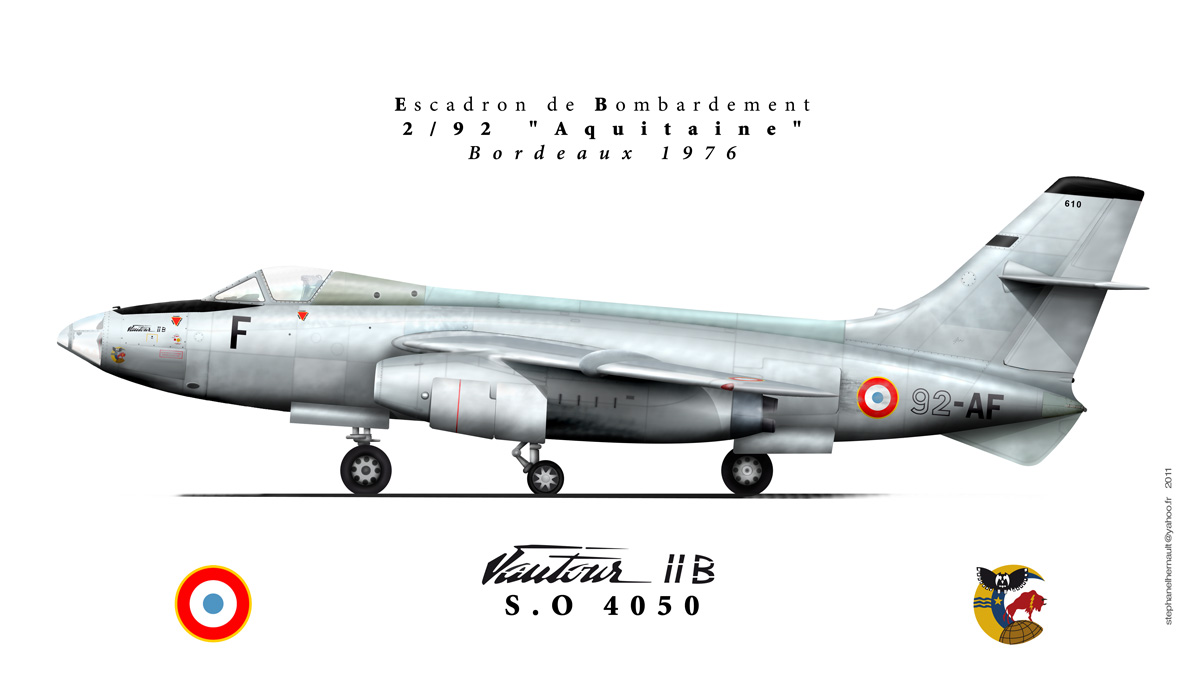
Vautour B
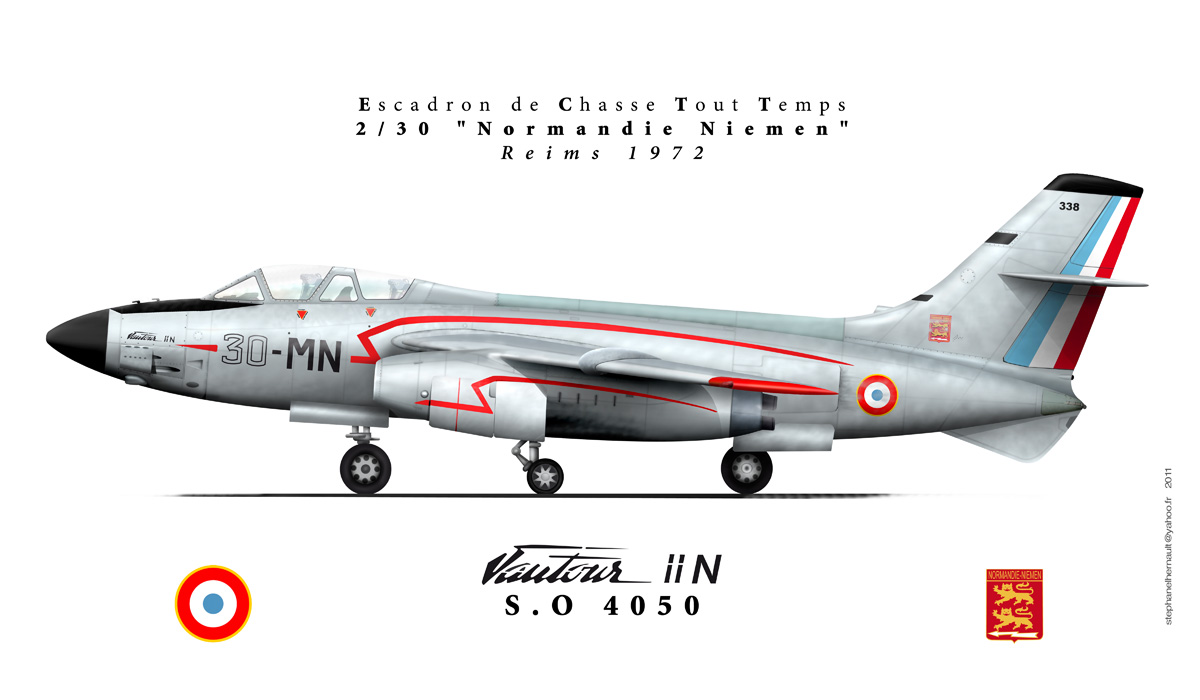
Vautour N

## Utilizzatori
Francia
- Armée de l'air

 Israele
- Heyl Ha'Avir

### Annotazioni
1. ↑  La bibliografia nelle varie lingue non concorda, per la mancanza di una rigida convenzione di designazione richiesta dalle forze armate francesi, nella designazione del modello, SO.4050 o SO 4050 (con punto e spazio) prevalenti in quella in lingua inglese, SO-4050 in francese.

### Fonti
1. ↑  Gunston 1981, p. 215.

### Riviste
- (EN) Shlomo Aloni, In a class of its own. The story of the Sud Aviation Vautour in Israeli Service, in Air Enthusiast, N. 72, novembre/December 1997,  pp. 50-55.